# O’Kean
O'Kean est un village situé dans l’État américain de l'Arkansas, dans le comté de Randolph.

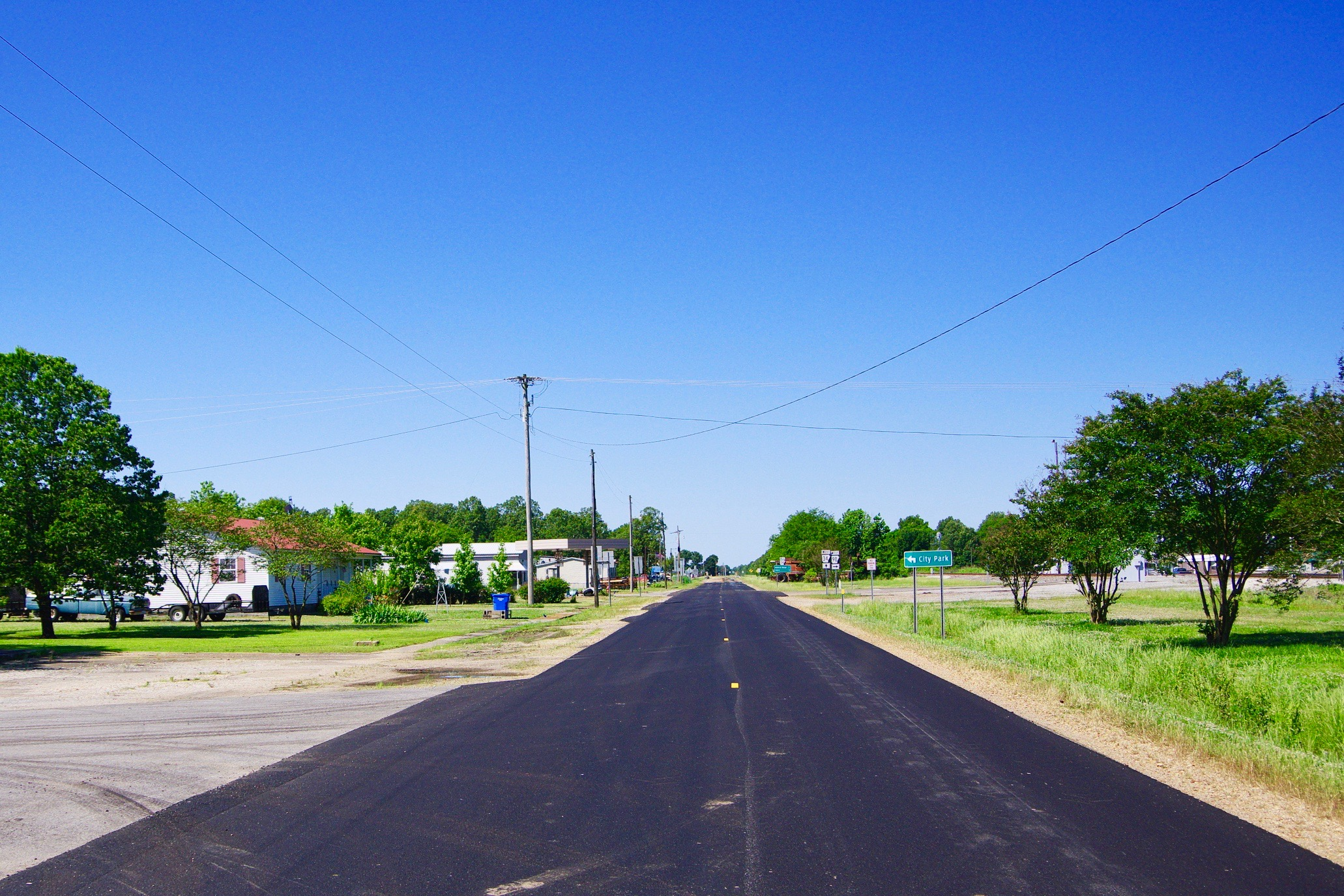
Autoroute 90 de l'Arkansas